# ظاهر (روستا)
 ظاهر  به عربی ( الظاهر )، روستایی است در دهستان ناحیه از توابع استان شبوه در کشور یمن در شبه جزیره عربستان. 

## جمعیت
جمعیت آن (۸۰ ) نفر (۹ خانوار) می‌باشد.